# PalaDiVittorio
Il PalaDiVittorio è un palasport della città di Terni.
La capienza è di 700 spettatori seduti e circa 100 in piedi.
Ospita le partite casalinghe del Circolo Lavoratori Terni Calcio a 5, squadra di calcio a 5 e incontri di pugilato.
Nella stagione 2009-10 ha ospitato la neopromossa Leo Basket Terni nelle sue partite casalinghe dato che il vecchio campo di gioco (il Palasport Cupola), risultava non in regola per un campionato nazionale come la Serie C Dilettanti.
Dalla stagione 2012-2013 ospita le partite interne della Ternana Futsal impegnata nel campionato di Serie A.